# Gammelbodtjärnen, Västerbotten
Gammelbodtjärnen är en sjö i Skellefteå kommun i Västerbotten och ingår i Skellefteälvens huvudavrinningsområde.